# Edward Topsell
Edward Topsell – angielski duchowny anglikański i pisarz. Był jednym z twórców podstaw nauki angielskiej.
Wykształcony w Christ’s College w Cambridge, był najpierw proboszczem East Hoathly, a następnie wikariuszem St Botolph's w Aldersgate. Jego pierwsza książka nosiła tytuł Reward of Religion (Nagroda Religii).

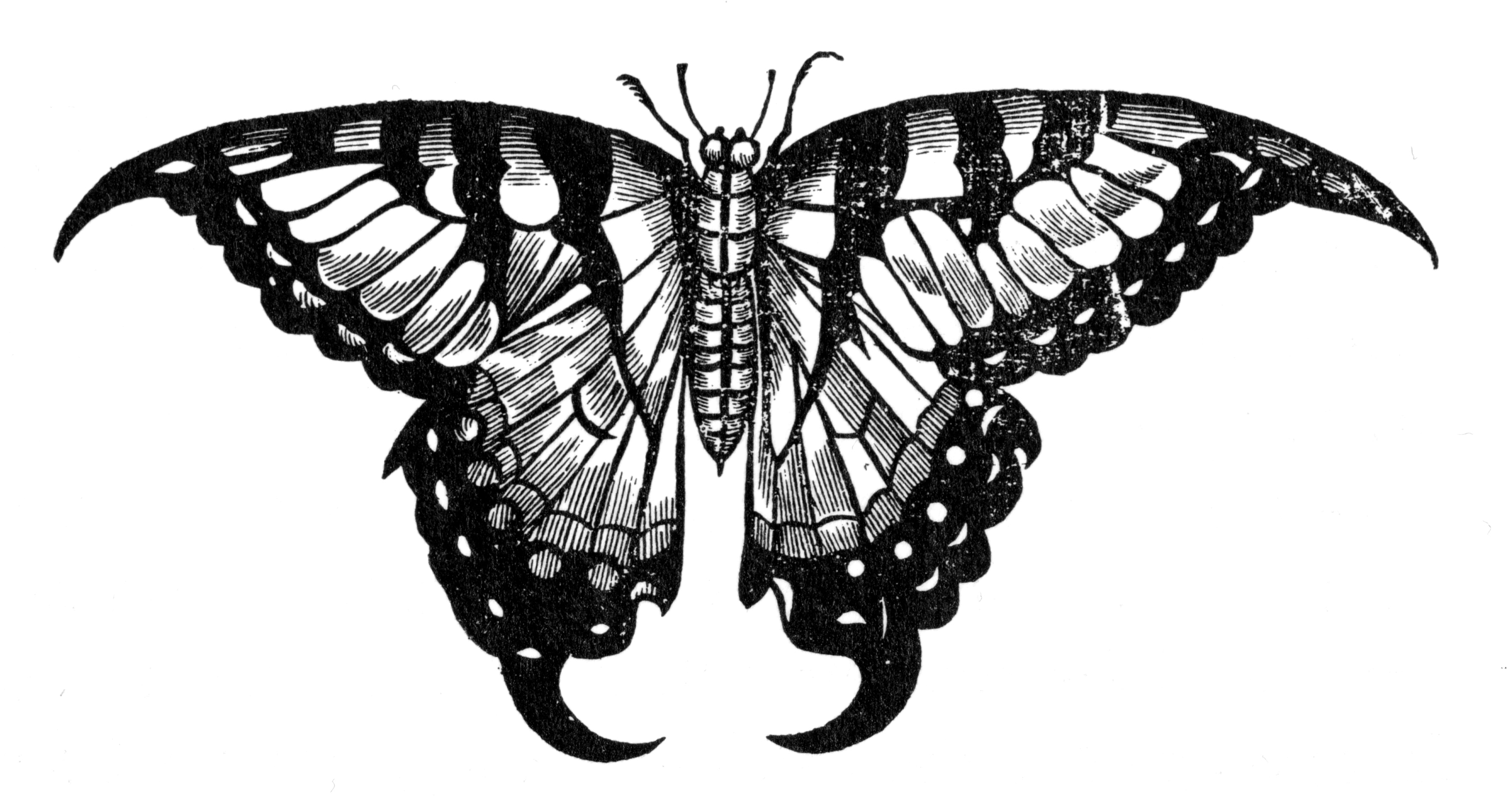
Grafika przedstawiająca pazia królowej z The History of four-footed beasts and serpents

Najważniejszym dziełem Topsella jest The History of four-footed beasts and serpents, poważna 800-stronicowa praca, wydana w Londynie w 1607 i wznowiona w 1658 (London, E. Cotes for G. Sawbridge), a współcześnie przez De Capo Press (New York, 1967).
Dzieło, które można zaliczyć do gatunku bestiariuszy, powstało w okresie przejściowym w nauce. Choć są w nim już wyraźnie widoczne oznaki tego, co dziś określilibyśmy jako "właściwą metodę naukową", jednak Topsell skłania się również ku autorytetowi źródeł klasycznych. W rezultacie znajdujemy tu niezwykłe cechy przypisywane dobrze znanym zwierzętom, jak również opisy istot fantastycznych.
Przykładem mogą być łasice, rodzące przez uszy, lemingi pasące się w chmurach, słonice zachodzące w ciążę przez żucie mandragory itp. Topsell informuje też, że smoki bardzo lubią jeść sałatę, ale unikają jabłek, ponieważ powodują rozstrój żołądka.
Topsell zaczerpnął wiele materiału z książek Konrada Gesnera, ale dodał też nieco własnych myśli, a także obszerne fragmenty moralizujące.